# Lethariopsis
Lethariopsis is een monotypisch geslacht van korstmossen behorend tot de familie Teloschistaceae. Het bevat alleen de soort Lethariopsis wandelensis.